# Orobanche tacnaensis
Orobanche tacnaensis là loài thực vật có hoa thuộc họ Cỏ chổi. Loài này được Mattf. mô tả khoa học đầu tiên năm 1922.